# ボルジア (競走馬)
ボルジア (Borgia) はドイツの競走馬。牝馬ながら1997年のドイチェスダービー、バーデン大賞に勝った。1997年のドイツ年度代表馬。
母ブリタニアはG2ドイチェスセントレジャーなど重賞3勝。半弟には2001年のドイチェスダービー、2002年のコロネーションカップを制したボレアルがいる。

## 戦績

### ドイツ時代
2歳時は2戦して2着・3着と勝ちきれなかったが、3歳になった1997年に初勝利を挙げるとパルトナー賞、ディアナトライアルと3連勝、ディアナ賞2着を挟んで出走したドイチェスダービーではバルーンを破って優勝し、1955年のルスティゲ以来42年振りとなる牝馬によるドイチェスダービー制覇を達成した。次走オイロパ選手権では前走破ったバルーンに敗れて2着となったが、ドイツ最大の競走であるバーデン大賞では古馬のルソーを破って優勝し、1958年のダシュカ以来39年振りとなる牝馬によるバーデン大賞制覇の快挙を達成した。
そしてボルジアはドイツ国外へと戦いの舞台を移し、フランスの凱旋門賞ではパントレセレブルとピルサドスキーに続く3着、アメリカのブリーダーズカップターフではチーフベアハートの2着と健闘した。1997年はGI競走2勝を含む9戦5勝2着3回3着1回という成績で終え、ドイツ年度代表馬に選出された。
4歳となった1998年は3月のドバイワールドカップに出走したが、競走中に屈腱炎を発症し、生涯最低着順となる8着で競走を終えた。

### 屈腱炎からの復帰
ドバイワールドカップでの屈腱炎発症後、ボルジアをフランスのアンドレ・ファーブル厩舎に移籍して現役を続行することが発表された。ボルジアは1998年10月に牝馬限定戦のG3競走であるフロール賞で競走に復帰したが、復帰初戦は1番人気を裏切る2着と敗れた。
1999年、5歳となってからもG3競走のエクスビュリ賞とジョッキークラブステークスで1番人気を裏切る敗戦を重ね、G1競走のコロネーションカップとサンクルー大賞ではともに5着と惨敗した。9月にはG2競走のフォワ賞でエルコンドルパサーをクビ差に追いつめ苦しめるも、続く凱旋門賞では7着、ジャパンカップでも8着と惨敗した。引退レースとなったG2競走の香港ヴァーズで1着になり、実に13戦振りの勝利で引退レースを飾った。

## 引退後
2000年に繁殖入り。
繁殖牝馬としては11頭の産駒をもうけ、2010年に生まれたオアシスドリームとの仔Bermuda Reef がアルマスドカップ(独G3)に優勝している。
2012年3月29日、繋養先のアメルラント牧場で疝痛のため死亡した。
2014年9月14日、孫のバルチックバロネスがヴェルメイユ賞を制覇し、自身の牝系からG1勝ち馬を出した。

## 競走成績
- 1996年（2戦0勝）
- 1997年（9戦5勝）
  - 1着 - ドイチェスダービー(G1)、バーデン大賞(G1)
  - 2着 - ブリーダーズカップ・ターフ(G1)
  - 3着 - 凱旋門賞(G1)
- 1998年（2戦0勝）
- 1999年（9戦1勝）

## 血統表
| ボルジアの血統（ダークロナルド系 / Owen Tudor 5×5=6.25%） | ボルジアの血統（ダークロナルド系 / Owen Tudor 5×5=6.25%） | ボルジアの血統（ダークロナルド系 / Owen Tudor 5×5=6.25%） | （血統表の出典）   | （血統表の出典） |
| 父 Acatenango 1982 栗毛                                   | 父の父Surumu 1974 栗毛                                    | Literat                                                   | Birkhahn           | Birkhahn         |
| 父 Acatenango 1982 栗毛                                   | 父の父Surumu 1974 栗毛                                    | Literat                                                   | Lis                |                  |
| 父 Acatenango 1982 栗毛                                   | 父の父Surumu 1974 栗毛                                    | Surama                                                    | Reliance           | Reliance         |
| 父 Acatenango 1982 栗毛                                   | 父の父Surumu 1974 栗毛                                    | Surama                                                    | Suncourt           |                  |
| 父 Acatenango 1982 栗毛                                   | 父の母Aggravate 1966 鹿毛                                 | Aggressor                                                 | Combat             | Combat           |
| 父 Acatenango 1982 栗毛                                   | 父の母Aggravate 1966 鹿毛                                 | Aggressor                                                 | Phaetonia          |                  |
| 父 Acatenango 1982 栗毛                                   | 父の母Aggravate 1966 鹿毛                                 | Raven Locks                                               | Mr.Jinks           | Mr.Jinks         |
| 父 Acatenango 1982 栗毛                                   | 父の母Aggravate 1966 鹿毛                                 | Raven Locks                                               | Gentlemen's Relish |                  |
| 母 Britannia 1985 鹿毛                                    | 母の父Tarim 1969 青鹿毛                                   | Tudor Melody                                              | Tudor Minstrel     | Tudor Minstrel   |
| 母 Britannia 1985 鹿毛                                    | 母の父Tarim 1969 青鹿毛                                   | Tudor Melody                                              | Matelda            |                  |
| 母 Britannia 1985 鹿毛                                    | 母の父Tarim 1969 青鹿毛                                   | Tamerella                                                 | Tamerlane          | Tamerlane        |
| 母 Britannia 1985 鹿毛                                    | 母の父Tarim 1969 青鹿毛                                   | Tamerella                                                 | Ella Retford       |                  |
| 母 Britannia 1985 鹿毛                                    | 母の母Bonna 1978 鹿毛                                     | Salvo                                                     | Right Royal        | Right Royal      |
| 母 Britannia 1985 鹿毛                                    | 母の母Bonna 1978 鹿毛                                     | Salvo                                                     | Manera             |                  |
| 母 Britannia 1985 鹿毛                                    | 母の母Bonna 1978 鹿毛                                     | Birgit                                                    | Altrek             | Altrek           |
| 母 Britannia 1985 鹿毛                                    | 母の母Bonna 1978 鹿毛                                     | Birgit                                                    | Borinage F-No.14-b |                  |